# Hydrosililowanie
Hydrosililowanie – reakcja chemiczna, addycja do wiązań wielokrotnych węgiel−węgiel i węgiel−heteroatom związków zawierających ugrupowania Si−H, prowadząca do powstania wiązania węgiel−krzem. Reakcja ta jest masowo wykorzystywana w przemyśle do funkcjonalizowania polisiloksanów oraz syntezy wielu silanów.

## Przebieg reakcji
Ogólny schemat przebiegu reakcji jest przedstawiony na przykładzie alkenu i prostego hydrosilanu:
Jakkolwiek mechanizm reakcji jest bardzo złożony, sprowadza się do oderwania atomu wodoru od silanu, a następnie do przyłączenia się grupy sililowej do jednego atomu węgla i atomu wodoru do drugiego. Cechą charakterystyczną reakcji hydrosililowania jest to, że przebiega ona bardzo często niezgodnie z regułą Markownikowa. 
Reakcję tę przeprowadza się na dwa sposoby:
- wolnorodnikowo - w wysokiej temperaturze i ciśnieniu lub z użyciem inicjatorów rodnikowych takich jak AIBN - w ten sposób jest otrzymywana część silanów - reakcje wolnorodnikowe prowadzą zwykle do powstania mieszanin izomerów, których struktura jest zgodna i niezgodna z regułą Markownikowa
- z użyciem katalizatorów metaloorganicznych, głównie kompleksów platyny i rzadziej innych metali przejściowych - reakcja w tym wariancie zachodzi w dużo łagodniejszych warunkach (40−60 °C pod normalnym ciśnieniem) metodą tą modyfikuje się polisiloksany i również otrzymuje wiele silanów; metoda ta prowadzi zwykle do znacznej przewagi jednego z możliwych izomerów - zazwyczaj pożądany jest izomer o strukturze niezgodnej z regułą Markownikowa.

## Znaczenie praktyczne
Największe praktyczne znaczenia ma modyfikacja polisiloksanów. Poprzez reakcję hydrosililowania można przyłączyć do tych polimerów podstawniki organiczne o niemal dowolnej strukturze, otrzymując m.in.:
- środki powierzchniowo czynne
- kauczuki sieciowane na zimno i gorąco
- materiały do kitów i uszczelnień
- oleje i ciecze hydrauliczne

Oprócz tego reakcja ta jest stosowana do otrzymywania wielu silanów z grupami organicznymi, które mają wiele różnych zastosowań takich jak leki, związki zapachowe, detergenty i wiele innych.

## Polski wkład
Głównym autorem pierwszego na świecie całościowego opracowania procesu hydrosililowania jest prof. Bogdan Marciniec z UAM.